# Goldene Zeiten
Goldene Zeiten é o segundo álbum ao vivo da banda alemã Unheilig, foi gravado no dia 23 de fevereiro de 2006 durante a Moderne Zeiten Tour, que promoveu o então recém-lançado disco Moderne Zeiten.
O DVD da mesma performance, foi lançado em 2008 como DVD bônus do terceiro álbum ao vivo Puppenspiel Live - Vorhang Auf!. 

## Lista de Faixas

### CD 1
| N.º | Título                 | Duração |  |
| 1.  | "Das Uhrwerk"          | 1:13    |  |
| 2.  | "Luftschiff"           | 6:04    |  |
| 3.  | "Ich will alles"       | 4:19    |  |
| 4.  | "Goldene Zeiten"       | 4:48    |  |
| 5.  | "Sieh in mein Gesicht" | 4:38    |  |
| 6.  | "Helden"               | 4:57    |  |
| 7.  | "Auf zum Mond"         | 6:32    |  |
| 8.  | "Astronaut"            | 5:16    |  |
| 9.  | "Zauberer"             | 4:16    |  |
| 10. | "Herz aus Eis"         | 5:27    |  |
| 11. | "Phönix"               | 3:55    |  |
| 12. | "Horizont"             | 5:26    |  |
| 13. | "Freiheit"             | 6:27    |  |

### CD 2
| N.º            | Título                                                      | Duração  |  |
| 1.             | "Gelobtes Land"                                             | 5:01     |  |
| 2.             | "Menschenherz"                                              | 5:35     |  |
| 3.             | "Maschine"                                                  | 7:16     |  |
| 4.             | "Schutzengel"                                               | 5:22     |  |
| 5.             | "Sage ja!"                                                  | 5:22     |  |
| 6.             | "Mein Stern"                                                | 6:54     |  |
| 7.             | "Wellenbrecher" (Faixa Exclusiva)                           | 5:15     |  |
| 8.             | "Goldene Zeiten (Clubmix Henning Verlage)"                  | 4:57     |  |
| 9.             | "Goldene Zeiten (Graf Remix)"                               | 5:42     |  |
| 10.            | "Ich will leben (Album Version)" (Part.: Project Pitchfork) | 4:17     |  |
| Duração total: | Duração total:                                              | 01:59:04 |  |

## Créditos
- Der Graf - Vocais/Produção
- Christoph "Licky" Termühlen - Guitarra
- Henning Verlage - Teclados/Programação/Produção